# Travis Best
Travis Eric Best (Springfield, 12 luglio 1972) è un ex cestista statunitense, professionista nella NBA e in Europa.

## Carriera
Nel Draft NBA 1995 è stato la 23ª scelta, selezionato come primo giocatore dagli Indiana Pacers. In seguito ha vestito le divise di Chicago Bulls, Miami Heat, Dallas Mavericks e New Jersey Nets. Nella NBA ha giocato un totale 708 partite (15.150 minuti) e realizzato 5.376 punti, per una media di 21,4 minuti, 7,6 punti, con 43% da due, il 34% da tre e 83% nei liberi e 2,4 assist a partita.
Nel 1998 prende parte al film "He Got Game" di Spike Lee interpretando uno dei compagni di squadra del protagonista Ray Allen.
Nella stagione 2005-06, Best ha giocato nel campionato russo con l'UNICS Kazan' dove, nei 29 minuti e 11,2 punti di media, ha tirato con il 50% da due, il 36% da tre e l'85% nei liberi. A queste statistiche vanno aggiunti i 2,7 assist a partita.
Nella stagione 2006-07 è stato scelto, con un contratto annuale da circa 500.000$, dalla Virtus Bologna. Nelle file bianconere ha realizzato 8,4 punti di media (47,6% da due, 30,5% da tre e 76,5% nei liberi) e 3,3 assist a partita, giocando di media 21,6 minuti.
Nell'annata 06-07 ha portato la Virtus nelle finali di Coppa Italia e scudetto, entrambe perse.
A questi risultati bisogna aggiungere il terzo posto raggiunto in Fiba EuroCup.
L'anno successivo passa al Prokom Trefl Sopot in Polonia. Problemi contrattuali fanno sì che si liberi verso la primavera. Non rimane free agents per molto perché dopo poco tempo ritorna alla Virtus, la quale gioca un'altra finale di coppa Italia (persa anch'essa, poiché Best si era infortunato la partita precedente).
Nella stagione 2008-09 è stato il playmaker della società avellinese Scandone Basket., mentre l'anno successivo a Napoli ha avuto un'ultima breve parentesi da giocatore, ma la squadra fu radiata a campionato in corso a causa di problemi societari e mancati pagamenti.

## Statistiche

### College
| Anno      | Squadra               | PG  | PT  | MP   | TC%  | 3P%  | TL%  | RP  | AP  | PRP | SP  | PP   |
| --------- | --------------------- | --- | --- | ---- | ---- | ---- | ---- | --- | --- | --- | --- | ---- |
| 1991-1992 | Georgia T. Yel. Jack. | 35  | 33  | 35,1 | 44,9 | 38,6 | 73,5 | 2,5 | 5,7 | 1,4 | 0,0 | 12,3 |
| 1992-1993 | Georgia T. Yel. Jack. | 30  | 30  | 35,8 | 47,2 | 45,7 | 75,2 | 3,1 | 5,9 | 1,7 | 0,2 | 16,3 |
| 1993-1994 | Georgia T. Yel. Jack. | 29  | 29  | 37,5 | 46,2 | 34,0 | 86,6 | 3,6 | 5,8 | 2,0 | 0,1 | 18,3 |
| 1994-1995 | Georgia T. Yel. Jack. | 30  | 30  | 37,2 | 44,6 | 38,0 | 84,7 | 3,2 | 5,0 | 2,0 | 0,2 | 20,2 |
| Carriera  | Carriera              | 124 | 122 | 36,3 | 45,6 | 39,3 | 80,9 | 3,1 | 5,6 | 1,8 | 0,1 | 16,6 |

### NBA

#### Regular Season
| Anno      | Squadra          | PG  | PT  | MP   | TC%  | 3P%  | TL%  | RP  | AP  | PRP | SP  | PP   |
| --------- | ---------------- | --- | --- | ---- | ---- | ---- | ---- | --- | --- | --- | --- | ---- |
| 1995-1996 | Indiana Pacers   | 59  | 1   | 9,7  | 42,3 | 32,0 | 83,3 | 0,7 | 1,6 | 0,3 | 0,1 | 3,7  |
| 1996-1997 | Indiana Pacers   | 76  | 46  | 27,2 | 44,2 | 36,8 | 75,6 | 2,2 | 4,2 | 1,3 | 0,1 | 9,9  |
| 1997-1998 | Indiana Pacers   | 82  | 0   | 18,9 | 41,9 | 30,0 | 85,5 | 1,5 | 3,4 | 1,0 | 0,1 | 6,5  |
| 1998-1999 | Indiana Pacers   | 49  | 0   | 21,3 | 41,6 | 37,3 | 84,3 | 1,6 | 3,4 | 0,9 | 0,1 | 7,1  |
| 1999-2000 | Indiana Pacers   | 82  | 0   | 20,6 | 48,3 | 37,6 | 82,1 | 1,7 | 3,3 | 0,9 | 0,1 | 8,9  |
| 2000-2001 | Indiana Pacers   | 77  | 21  | 31,9 | 44,0 | 38,1 | 82,7 | 2,9 | 6,1 | 1,4 | 0,1 | 11,9 |
| 2001-2002 | Indiana Pacers   | 44  | 3   | 21,7 | 43,9 | 38,2 | 87,7 | 1,6 | 4,0 | 1,3 | 0,1 | 6,9  |
| 2001-2002 | Chicago Bulls    | 30  | 18  | 26,4 | 44,1 | 32,0 | 92,2 | 2,7 | 5,0 | 1,1 | 0,0 | 9,3  |
| 2002-2003 | Miami Heat       | 72  | 52  | 25,1 | 39,6 | 33,0 | 85,4 | 2,0 | 3,5 | 0,6 | 0,1 | 8,4  |
| 2003-2004 | Dallas Mavericks | 61  | 1   | 12,5 | 37,2 | 15,0 | 87,0 | 1,1 | 1,8 | 0,5 | 0,1 | 2,8  |
| 2004-2005 | N.J. Nets        | 76  | 6   | 19,2 | 42,0 | 30,6 | 88,5 | 1,4 | 1,9 | 0,9 | 0,1 | 6,8  |
| Carriera  | Carriera         | 708 | 148 | 21,4 | 43,1 | 34,5 | 83,5 | 1,8 | 3,5 | 0,9 | 0,1 | 7,6  |

#### Playoffs
| Anno     | Squadra        | PG | PT | MP   | TC%  | 3P%  | TL%  | RP  | AP  | PRP | SP  | PP  |
| -------- | -------------- | -- | -- | ---- | ---- | ---- | ---- | --- | --- | --- | --- | --- |
| 1996     | Indiana Pacers | 5  | 0  | 16,8 | 50,0 | 16,7 | 85,7 | 2,2 | 1,8 | 1,2 | 0,0 | 5,8 |
| 1998     | Indiana Pacers | 16 | 0  | 17,5 | 37,5 | 27,8 | 88,4 | 1,0 | 1,9 | 0,7 | 0,2 | 6,1 |
| 1999     | Indiana Pacers | 11 | 0  | 13,6 | 34,8 | 20,0 | 92,3 | 1,5 | 1,9 | 0,4 | 0,1 | 4,2 |
| 2000     | Indiana Pacers | 23 | 0  | 20,1 | 43,0 | 43,3 | 84,1 | 2,5 | 2,9 | 0,8 | 0,2 | 8,9 |
| 2001     | Indiana Pacers | 4  | 4  | 40,8 | 43,6 | 33,3 | 100  | 4,8 | 9,3 | 1,0 | 0,0 | 9,8 |
| 2005     | N.J. Nets      | 4  | 0  | 20,5 | 40,9 | 11,1 | 88,9 | 1,5 | 2,3 | 0,3 | 0,0 | 6,8 |
| Carriera | Carriera       | 63 | 4  | 19,4 | 41,3 | 30,3 | 87,5 | 2,0 | 2,7 | 0,7 | 0,1 | 7,0 |

## Palmarès
- McDonald's All-American Game (1991)